# Kardinal-Innitzer-Förderungspreis für Theologie
Der Kardinal-Innitzer-Förderungspreis für Theologie ist ein von der Erzdiözese Wien verliehener Wissenschaftspreis. Der Preis ist nach Kardinal Theodor Innitzer benannt.

## Der Kardinal-Innitzer-Studienfonds
Dotiert wird der Kardinal-Innitzer-Förderungspreis für Theologie durch den Kardinal-Innitzer-Studienfonds, eine Einrichtung zur Förderung der Wissenschaft. Er vergibt jährlich Förderungspreise an hervorragende junge österreichische Wissenschafter in verschiedenen Wissenschaftsdisziplinen.
Für die Prämierung kommen wissenschaftliche Arbeiten in Frage, die in ihrer wissenschaftlichen Bedeutung einer Habilitationsschrift gleichzusetzen sind. Die Bewerber sollen österreichische Staatsbürger sein. Die Arbeiten ausländischer Staatsbürger werden angenommen, wenn sie in Österreich an einer wissenschaftlichen Institution ständig arbeiten. Die Bewerbungen werden durch den Studienfonds begutachtet, wobei auch externe Gutachter beauftragt werden.

## Preisverleihung
Die Preisverleihung nimmt der Erzbischof von Wien, derzeit Kardinal Christoph Schönborn, im Rahmen einer feierlichen Vergabesitzung im Dezember jedes Kalenderjahres vor.

## Träger des Kardinal-Innitzer-Förderungspreises für Theologie
- 1972: Philipp Harnoncourt, Theologe und Priester
- 1973: kein Preis vergeben
- 1974: kein Preis vergeben
- 1975: Josef Weismayer, Theologe und Priester
- 1976: Georg Braulik, Theologe
- 1977: Maximilian Liebmann, Theologe und Kirchenhistoriker
- 1978: Karl Matthäus Woschitz, Theologe
- 1979: kein Preis vergeben
- 1980: Andreas Laun, Moraltheologe
- 1981: Walter Kirchschläger, Theologe und Philosoph
- 1982: Adam Seigfried, Theologe
- 1983: Johann Figl, Theologe und Religionsphilosoph
- 1984: Otto König, Moraltheologe
- 1985: Heinrich Schmidinger, Theologe und Philosoph
- 1986: Wilhelm Pratscher, Theologe
- 1987: Engelbert Guggenberger, Theologe und Priester
- 1988: Gerhard Hartmann, Theologe und Kirchenhistoriker; Rudolf Langthaler, Theologe und Philosoph
- 1989: Siegfried Kreuzer, Theologe
- 1990: Georg Fischer, Theologe; Manfred Hutter, Theologe; Herbert Kalb, Historiker
- 1991: kein Preis vergeben
- 1992:	Gertraud Putz, Theologin
- 1993: kein Preis vergeben
- 1994: Dorothea Weber, Klassische Philologin
- 1995: Markus Schlagnitweit, Theologe und Priester
- 1996: Reinhold Esterbauer, Theologe und Philosoph
- 1997: Martha Zechmeister-Machhart, Theologin
- 1998: Clemens Sedmak, Theologe und Philosoph
- 1999: Wolfgang Klaghofer, Theologe; Rupert Klieber, Kirchenhistoriker
- 2000: Andreas R. Batlogg, Theologe und Ordenspriester; Roland Faber, Theologe und Philosoph
- 2001: Michaela Kronthaler, Kirchenhistorikerin
- 2002: kein Preis vergeben
- 2003: Augustinus Sander, Theologe und Ordenspriester
- 2004: Maximilian Heim, Theologe und Ordenspriester
- 2005: Christa Schnabl, Theologin
- 2006: Johannes Michael Schnarrer, Sozialethiker
- 2007: Dominik Markl, Theologe und Ordenspriester
- 2008: Kurt Appel, Theologe
- 2009: Dominik Orieschnig, Jurist und Ordensökonom
- 2010: kein Preis vergeben
- 2011: kein Preis vergeben
- 2012: kein Preis vergeben
- 2013: kein Preis vergeben
- 2014: Wolfgang Grünstäudl, Theologe
- 2015: kein Preis vergeben
- 2016: Eduard Prenga, Theologe und Ordenspriester
- 2017: Sigrid Eder, Alttestamentliche Bibelwissenschafterin
- 2018: kein Preis vergeben
- 2019: Predrag Bukovec, Theologe
- 2020: Rupert Grill, Moraltheologe[1]
- 2021: Christina Traxler, Kirchenhistorikerin[2]
- 2022: kein Preis vergeben
- 2023: Benedikt Josef Collinet, Theologe; Andreas Erhard Graßmann, Kirchenrechtler
- 2024: Johannes Paul Chavanne, Liturgiewissenschaftler